# Coptacra lafoashana
Coptacra lafoashana är en insektsart som beskrevs av Tinkham 1940. Coptacra lafoashana ingår i släktet Coptacra och familjen gräshoppor. Inga underarter finns listade i Catalogue of Life.